# モバプリパ
モバプリパは、セイコーエプソン、エプソン販売、サミーネットワークスが提供していた、携帯電話でダウンロードした各種コンテンツを紙にプリントアウトするサービスである。
NTTドコモ、au、ソフトバンクモバイル、パソコンから利用できた。

## 概要
2007年7月5日にモバプリという名称で、au公式サイトからのみ利用できるサービスとして開始。
2008年11月12日から、サービス名をモバプリパとし、NTTドコモやソフトバンクモバイルの携帯電話端末、パソコンからも商品の購入やパソコンを使ってのプリントアウトサービスを利用できるようになった。（赤外線通信機能はau端末の赤外線通信機能に対応したCDMA 1X WIN機種のみ）
2009年11月30日にサービスを終了。

## システム
1. 「モバプリパ」携帯電話専用サイトからコンテンツ（印刷用データ）を購入（ダウンロード）する。
2. 携帯端末の赤外線通信機能から対応プリンタに転送する。（au端末の赤外線通信機能に対応したCDMA 1X WIN機種のみ）
3. プリンタ側でデータの受信が完了すると印刷が開始される。

赤外線送受信のログを携帯電話を通じてサーバに保存しておくことで、誰が、いつダウンロードしプリントアウトしたかが管理できるため、著作権の保護につながる。

## 対応機種

### 携帯電話
au
au端末の赤外線通信機能に対応したCDMA 1X WIN機種
（W31SA|W31SA / SA II、W31S、W22SA、W21SおよびW41T以前のBluetoothのみを搭載した非赤外線通信対応機種などを除く）
NTT docomo
ほぼ全てのFOMA機種（数字4桁機種、900iシリーズを除く）
SoftBank
ほぼ全てのSoftBank 3G機種（ディズニー・モバイル扱いの端末含む）

### プリンタ
セイコーエプソン製プリンター・カラリオシリーズ

## コンテンツ
レシピ、塗り絵、ブロマイド、グラビア、（昔の）新聞、イラスト、キャラクター、パズル、映画など

## モバプリステーション
モバプリ対応プリンターを持っていない利用者でも、無料でプリントが利用できる「モバプリステーション」という体験サービス（プリントアウトできる枚数は制限がある）を、KDDIデザイニングスタジオ（原宿）、エプソンスクエア東京（新宿）、サミーネットワークス本社（青山）の3カ所に設置された。